# Kabardinien-Balkariens flagga

Kabardinien-Balkariens flagga

Kabardinien-Balkariens flagga antogs den 21 juli 1994. Den har tre färger, vitt symboliserar berget Elbrus.